# Syzygium formosum
Syzygium formosum là một loài thực vật có hoa trong Họ Đào kim nương. Loài này được (Wall.) Masam. miêu tả khoa học đầu tiên năm 1942.